# Теодемократия
Теодемокра́тия (от Θεός — «Бог», δῆμος — «народ» и κράτος — «власть») — теоретический политический режим, в основе которого лежит признание Бога верховным сувереном с сохранением в большей или меньшей степени атрибутов демократического строя.

## Мормонская доктрина теодемократии
Термин «теодемократия» появляется в западной литературе в 1844 году, когда его незадолго до своего убийства ввёл основатель мормонизма Джозеф Смит в ходе предвыборной президентской кампании, однако принципы теодемократии были сформулированы до этого. Доктрина раннего мормонизма сочетала в себе декларацию преданности Богу во всех повседневных вопросах с убеждённой верой в республиканский государственный строй. Мормоны считали, что эти два элемента не только не являются взаимоисключающими, но, напротив, неразрывно связаны, не могут полноценно существовать один без другого и только вместе являются залогом органичной системы власти. Идеальное правительство по Смиту осуществляется одновременно двумя суверенами — Богом и народом, при этом практически исключается насилие над личностью со стороны государства, поскольку основа власти правительства — «праведность», а не принуждение.
После смерти Смита доктрина теодемократии была переосмыслена его преемниками. Третий и четвёртый председатели Церкви Святых последних дней Джон Тейлор и Уилфорд Вудраф отошли от принципа паритета суверенитета между Богом и народом и постулировали, что в теодемократическом обществе Бог обладает решающим голосом, тогда как народ лишь претворяет его волю в действительность. Эти изменения в идеологии привели к тому, что мормонская концепция теодемократии почти с самого начала подвергалась критике из-за неопределённости отношения к неверующим. Поскольку предполагалось, что выполнение Божьей воли будет прерогативой верующих, критики указывали, что в случае достаточно большого числа приверженцев других религий среди населения теодемократия вырождается в обыкновенную теократию, маргинализующую «неверных» и подавляющую недовольство. Несмотря на это, открытого перехода от теодемократии к обыкновенной теократии в мормонских общинах так и не произошло, а в XX веке лозунги о царстве Божьем на земле стали менее публичными, и сама Церковь Святых последних дней умерила политические амбиции, сосредоточившись на контроле над духовным миром паствы.

## Идеология теодемократии за пределами США
Понятие «теодемократия» во второй половине XX и начале XXI века часто встречается в работах, посвящённых взаимоотношениям ислама и государственного устройства. Умеренно-радикальный исламский идеолог Абуль-Ала Маудуди использует этот термин применительно к идеальному, с его точки зрения, государству, которым управляют просвещённые улемы, одновременно набожные и не чуждые «современного мировоззрения». Теодемократия по Маудуди отличается от западной демократии тем, что не подразумевает неограниченного суверенитета народа (сувереном в этой системе является Аллах), а от теократии тем, что в ней отсутствует правящий клерикальный класс и управление осуществляет вся масса верующих мусульман, которые выбирают лидера из своих рядов и имеют возможность его низложить. Маудуди не возражал против того, чтобы такую систему называли просто теократией, но подчёркивал это принципиальное отличие от теократий в западном понимании.
В Грузии понятие «теодемократия» стало частью политической доктрины в конце 1980-х годов, когда Национально-демократическая партия включила в свою программу этот термин, который в данном случае трактовался как «сочетание традиционных демократических принципов с ведущей ролью церкви в моральной жизни народа».